# Ephies gahani
Ephies gahani är en skalbaggsart som beskrevs av J. Linsley Gressitt 1940. Ephies gahani ingår i släktet Ephies och familjen långhorningar. Inga underarter finns listade i Catalogue of Life.